# Der Messias

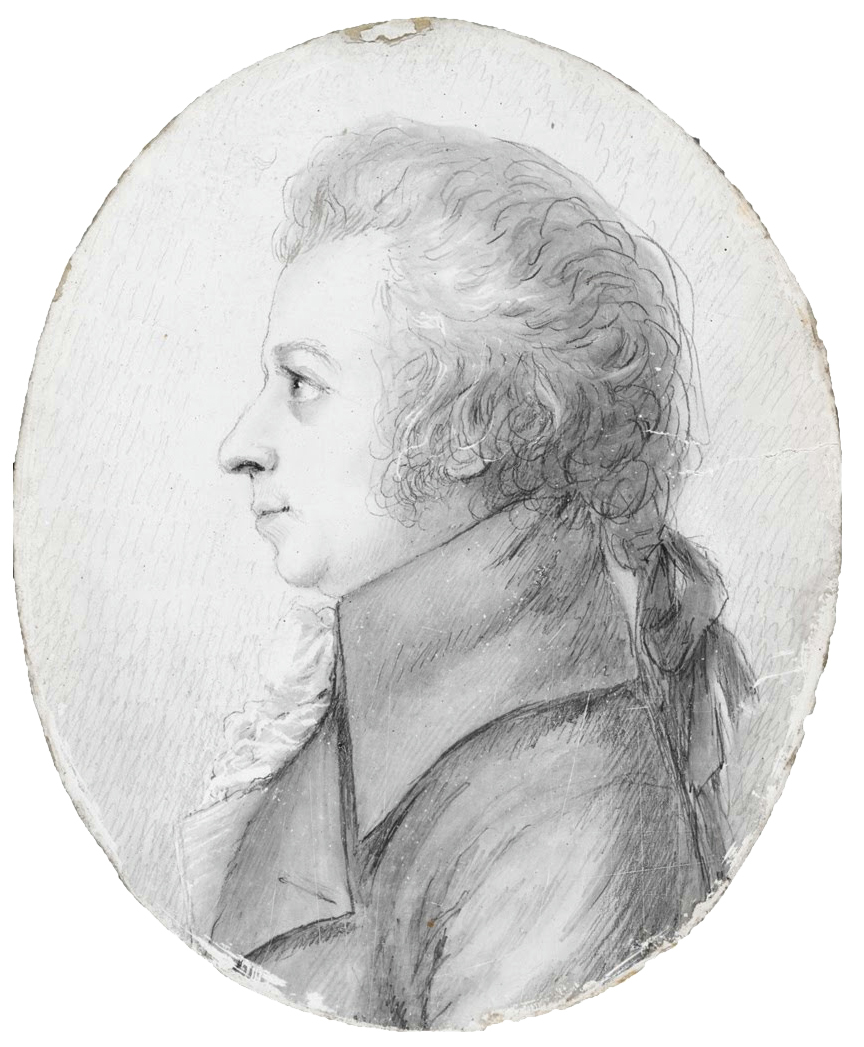
Retrato de Wolfgang Amadeus Mozart durante su visita a Dresde en abril de 1789, por Dora Stock.

Der Messias, K. 572, es una versión en alemán del oratorio Mesías de Georg Friedrich Händel compuesta en 1789 por Wolfgang Amadeus Mozart. Por iniciativa de Gottfried van Swieten, Mozart adaptó la obra de Händel para representarla en Viena.
El libreto de la adaptación de Mozart se basó en gran medida en la traducción de la Biblia de Lutero. Mozart reorquestó alrededor de tres quintos de las composiciones de Händel, principalmente añadiendo partes para una sección extendida de instrumentos de viento, que en ese momento se llamaba Harmonie. En general, medio siglo después del inicio de la obra, Mozart adaptó una obra en inglés concebida para una orquesta barroca en un lugar público, para acomodar las limitaciones de las actuaciones privadas y los gustos musicales de Viena.
El arreglo de Mozart, publicado por primera vez en 1803, fue decisivo para hacer más ampliamente conocido el oratorio El Mesías de Händel. Sin embargo, la adaptación ha tenido pocos partidarios entre los académicos de Mozart o Händel.

## Historia
Mozart escuchó por primera vez El Mesías de Händel en Londres en 1764 o 1765 y luego en Mannheim en 1777. La primera actuación, en inglés, en Alemania fue en 1772 en Hamburgo. Carl Philipp Emanuel Bach fue el primero en representar el oratorio en alemán: lo presentó en 1775 en Hamburgo, con un libreto traducido por Friedrich Gottlieb Klopstock y Christoph Daniel Ebeling, seguido de repetidas actuaciones en esa ciudad en 1777 y 1778.
La partitura del Mesías de Händel se publicó por primera vez en Londres en 1767. En 1789, a instancias de Gottfried van Swieten, quien había fundado la Gesellschaft der Associierten para patrocinar tales conciertos, Mozart arregló la obra de Händel para los invitados en las casas de la nobleza vienesa, tal y como había hecho con Acis y Galatea en 1788 y después haría con Ode for St. Cecilia's Day y Alexander's Feast en 1790. Su arreglo Der Messias se estrenó el 6 de marzo de 1789 en el palacio del conde Johann Esterházy, con repetición, se representó en la residencia de Johann Wenzel Paar y una doble actuación alrededor de Navidad ese año en el palacio de invierno del duque Schwarzenberg. El arreglo de Mozart estaba destinado a estas actuaciones específicas y no había ningún plan para imprimirlo. Solo se publicó después de su muerte.

## Texto
Händel puso su música a un libreto que Charles Jennens había compilado de la Biblia (principalmente el Antiguo Testamento). Jennens comentó que: «Espero que [Händel] exponga todo su genio y habilidad con ella, para que la composición pueda superar todas sus composiciones anteriores, ya que el tema supera a cualquier otro tema. El tema es el Mesías». El Mesías se diferencia de los otros oratorios de Händel en que no contiene una narrativa envolvente, sino que ofrece contemplación sobre diferentes aspectos del Mesías cristiano.
El libreto sigue el año litúrgico: la «Parte I» correspondiente a Adviento, Navidad y la vida de Jesús de Nazaret; la Parte II a la Cuaresma, Pascua, Ascensión y Pentecostés; y la Parte III hasta el final del año litúrgico, que trata sobre el final de los tiempos. El nacimiento y la muerte de Jesús se cuentan en las palabras del profeta Isaías, la fuente más destacada del libreto. La única «escena» verdadera del oratorio es la anunciación a los pastores que se toma del Evangelio de Lucas. Las imágenes de pastor y cordero se destacan en muchos movimientos.
Mozart realizó su arreglo sobre una traducción al alemán que Klopstock y Ebeling habían escrito para la versión de Carl Philipp Emanuel Bach en Hamburgo. El texto alemán se basa en gran medida en la traducción de la Biblia de Lutero.

## Estructura
| column | column | content |
| ------ | ------ | --- |
| 1      | N.º    | Número de movimiento, según la edición crítica de Bärenreiter de 1989                                                 |
| 2      | Título | Nombre del movimiento en la adaptación de Mozart                                                                      |
| 3      | V      | Partes vocales: soprano I/II (s1/s2), tenor (t) y bajo (b) solistas; Cuarteto de solisctas (c); coro a cuatro partes. |
| 4      | T      | tipo: Recitativo (R), secco (s) o accompagnato (a); Aria (A); Dueto (D); Coro (C); Orquestal (Or)                     |
| 5      | F      | Numeración del movimiento de Robert Franz (1884)                                                                      |
| 6      | Inglés | Título en inglés del movimiento                                                                                       |
| 7      | Biblia | Texto bíblico de origen                                                                                               |

| N.º                             | Título                                  | V                               | T                               | F   | Inglés                                     | Biblia                                                         |
| ------------------------------- | --------------------------------------- | ------------------------------- | ------------------------------- | --- | ------------------------------------------ | -------------------------------------------------------------- |
| I                               | — Parte prima —                         | (V)                             | (T)                             | I   | (↑ Ir arriba ↑)                            | (↑ Ir arriba ↑)                                                |
| 01                              | Overtura                                | —                               | Or                              | O   | Sinfony                                    | —                                                              |
| 02                              | Tröstet Zion!                           | t                               | Ra                              | 01  | Comfort ye                                 | - Wikisource contiene obras originales de o sobre Der Messias. |
| 02                              | Alle Tale macht hoch                    | t                               | A                               | 02  | Every valley                               | - Wikisource contiene obras originales de o sobre Der Messias. |
| 03                              | Denn die Herrlichkeit Gottes            | SATB                            | C                               | 03  | And the glory of the Lord                  | - Wikisource contiene obras originales de o sobre Der Messias. |
| 04                              | So spricht der Herr                     | b                               | Ra                              | 04  | Thus saith the Lord                        | - Wikisource contiene obras originales de o sobre Der Messias. |
| 04                              | Doch wer mag ertragen                   | b                               | A                               | 05  | But who may abide                          | - Wikisource contiene obras originales de o sobre Der Messias. |
| 05                              | Und er wird reinigen                    | cSATB                           | C                               | 06  | And He shall purify                        | - Wikisource contiene obras originales de o sobre Der Messias. |
| 05                              | Denn sieh! Eine Jungfrau wird schwanger | s2                              | Rs                              | 07  | Behold, a virgin shall conceive            | - Wikisource contiene obras originales de o sobre Der Messias. |
| 06                              | O du, die Wonne verkündet in Zion       | s2                              | A                               | 08  | O Thou that tellest good tidings to Zion   | - Wikisource contiene obras originales de o sobre Der Messias. |
| 06                              | O du, die Wonne verkündet in Zion       | SATB                            | C                               | 09  | O Thou that tellest good tidings to Zion   | - Wikisource contiene obras originales de o sobre Der Messias. |
| 07                              | Blick auf! Nacht bedeckt das Erdreich   | b                               | Ra                              | 10  | For behold, darkness shall cover the earth | - Wikisource contiene obras originales de o sobre Der Messias. |
| 07                              | Das Volk, das im Dunkeln wandelt        | b                               | A                               | 11  | The people that walked in darkness         | - Wikisource contiene obras originales de o sobre Der Messias. |
| 08                              | Uns ist zum Heil ein Kind geboren       | cSATB                           | C                               | 12  | For unto us a Child is born                | - Wikisource contiene obras originales de o sobre Der Messias. |
| 09                              | Pifa                                    | —                               | Or                              | 13  | Pifa                                       | —                                                              |
| 09                              | Es waren Hirten beisammen auf dem Felde | s2                              | Rs                              | 14  | There were shepherds abiding in the field  | - Wikisource contiene obras originales de o sobre Der Messias. |
| 10                              | Und sieh, der Engel des Herrn           | s2                              | Ra                              | 14  | And lo! the angel of the Lord              | - Wikisource contiene obras originales de o sobre Der Messias. |
| 10                              | Und der Engel sprach zu ihnen           | s2                              | Rs                              | 14  | And the angel said unto them               | - Wikisource contiene obras originales de o sobre Der Messias. |
| 11                              | Und alsobald war da bei dem Engel       | s2                              | Ra                              | 14  | And suddenly there was with the angel      | - Wikisource contiene obras originales de o sobre Der Messias. |
| 12                              | Ehre sei Gott                           | SATB                            | C                               | 15  | Glory to God                               | - Wikisource contiene obras originales de o sobre Der Messias. |
| 13                              | Erwach' zu Liedern der Wonne            | t                               | A                               | 16  | Rejoice greatly, O daughter of Zion        | - Wikisource contiene obras originales de o sobre Der Messias. |
| 13                              | Dann tut das Auge des Blinden           | s1                              | Rs                              | 17  | Then shall the eyes of the blind           | - Wikisource contiene obras originales de o sobre Der Messias. |
| 14                              | Er weidet seine Herde                   | s1                              | A                               | 18  | He shall feed His flock                    | - Wikisource contiene obras originales de o sobre Der Messias. |
| 14                              | Kommt her zu ihm                        | s1                              | A                               | 18  | Come unto Him                              | - Wikisource contiene obras originales de o sobre Der Messias. |
| 15                              | Sein Joch ist sanft                     | cSATB                           | C                               | 19  | His yoke is easy                           | - Wikisource contiene obras originales de o sobre Der Messias. |
| II                              | — Parte seconda —                       | (V)                             | (T)                             | II  | (↑ Ir arriba ↑)                            | (↑ Ir arriba ↑)                                                |
| 16                              | Kommt her und seht das Lamm             | SATB                            | C                               | 20  | Behold the Lamb of God                     | - Wikisource contiene obras originales de o sobre Der Messias. |
| 17                              | Er ward verschmähet                     | s2                              | A                               | 21  | He was despised                            | - Wikisource contiene obras originales de o sobre Der Messias. |
| 18                              | Wahrlich, wahrlich!                     | SATB                            | C                               | 22  | Surely He hath borne our griefs            | - Wikisource contiene obras originales de o sobre Der Messias. |
| 19                              | Durch seine Wunden sind wir geheilt     | SATB                            | C                               | 23  | And with His stripes we are healed         | - Wikisource contiene obras originales de o sobre Der Messias. |
| 20                              | Wie Schafe gehn                         | SATB                            | C                               | 24  | All we like sheep                          | - Wikisource contiene obras originales de o sobre Der Messias. |
| 21                              | Und alle, die ihn seh'n                 | s1                              | Ra                              | 25  | All they that see Him                      | - Wikisource contiene obras originales de o sobre Der Messias. |
| 22                              | Er trauete Gott                         | SATB                            | C                               | 26  | He trusted in God                          | - Wikisource contiene obras originales de o sobre Der Messias. |
| 23                              | Die Schmach bricht ihm sein Herz        | s2                              | Ra                              | 27  | Thy rebuke hath broken His heart           | - Wikisource contiene obras originales de o sobre Der Messias. |
| 23                              | Schau hin und sieh!                     | s2                              | A                               | 28  | Behold and see                             | - Wikisource contiene obras originales de o sobre Der Messias. |
| 24                              | Er ist dahin aus dem Lande              | s1                              | Ra                              | 29  | He was cut off                             | - Wikisource contiene obras originales de o sobre Der Messias. |
| 24                              | Doch Du ließest ihn im Grabe nicht      | s1                              | A                               | 30  | But Thou didst not leave his soul in hell  | - Wikisource contiene obras originales de o sobre Der Messias. |
| 25                              | Machet das Tor weit                     | SSATB                           | C                               | 31  | Lift up your heads                         | - Wikisource contiene obras originales de o sobre Der Messias. |
| 25                              | Zu welchem von den Engeln               | s1                              | Rs                              | 32  | Unto which of the angels                   | - Wikisource contiene obras originales de o sobre Der Messias. |
| (omitidos en la versión K. 572) | (omitidos en la versión K. 572)         | (omitidos en la versión K. 572) | (omitidos en la versión K. 572) | 33  | Let all the angels of God                  | - Wikisource contiene obras originales de o sobre Der Messias. |
| (omitidos en la versión K. 572) | (omitidos en la versión K. 572)         | (omitidos en la versión K. 572) | (omitidos en la versión K. 572) | 34  | Thou art gone up on high                   | - Wikisource contiene obras originales de o sobre Der Messias. |
| 26                              | Der Herr gab das Wort                   | SATB                            | C                               | 35  | The Lord gave the word                     | - Wikisource contiene obras originales de o sobre Der Messias. |
| 27                              | Wie lieblich ist der Boten Schritt      | s1                              | A                               | 36  | How beautiful are the feet of them         | - Wikisource contiene obras originales de o sobre Der Messias. |
| 28                              | Ihr Schall ging aus                     | SATB                            | C                               | 37  | Their sound is gone out                    | - Wikisource contiene obras originales de o sobre Der Messias. |
| 29                              | Warum entbrennen die Heiden             | b                               | A                               | 38  | Why do the nations so furiously rage       | - Wikisource contiene obras originales de o sobre Der Messias. |
| 30                              | Brecht entzwei die Ketten alle          | SATB                            | C                               | 39  | Let us break their bonds                   | - Wikisource contiene obras originales de o sobre Der Messias. |
| 30                              | Der da wohnet im Himmel                 | t                               | Rs                              | 40  | He that dwelleth in heaven                 | - Wikisource contiene obras originales de o sobre Der Messias. |
| 31                              | Du zerschlägst sie                      | t                               | A                               | 41  | Thou shalt break them                      | - Wikisource contiene obras originales de o sobre Der Messias. |
| 32                              | Halleluja                               | SATB                            | C                               | 42  | Hallelujah                                 | - Wikisource contiene obras originales de o sobre Der Messias. |
| III                             | — Parte terza —                         | (V)                             | (T)                             | III | (↑ Ir arriba ↑)                            | (↑ Ir arriba ↑)                                                |
| 33                              | Ich weiß, daß mein Erlöser lebt         | s1                              | A                               | 43  | I know that my Redeemer liveth             | - Wikisource contiene obras originales de o sobre Der Messias. |
| 34                              | Wie durch einen der Tod                 | SATB                            | Cx4                             | 44  | Since by man came death                    | - Wikisource contiene obras originales de o sobre Der Messias. |
| 35                              | Merkt auf!                              | b                               | Ra                              | 45  | Behold, I tell you a mystery               | - Wikisource contiene obras originales de o sobre Der Messias. |
| 35                              | Sie erschallt, die Posaune              | b                               | A                               | 46  | The trumpet shall sound                    | - Wikisource contiene obras originales de o sobre Der Messias. |
| 35                              | Dann wird erfüllt                       | s2                              | Rs                              | 47  | Then shall be brought to pass              | - Wikisource contiene obras originales de o sobre Der Messias. |
| 36                              | O Tod, wo ist dein Pfeil                | s2/t                            | D                               | 48  | O death, where is thy sting                | - Wikisource contiene obras originales de o sobre Der Messias. |
| 37                              | Doch Dank sei Dir Gott                  | SATB                            | C                               | 49  | But thanks be to God                       | - Wikisource contiene obras originales de o sobre Der Messias. |
| 37                              | Wenn Gott ist für uns                   | s1                              | Ra                              | 50  | If God be for us                           | - Wikisource contiene obras originales de o sobre Der Messias. |
| 38                              | Würdig ist das Lamm                     | SATB                            | C                               | 51  | Worthy is the Lamb                         | - Wikisource contiene obras originales de o sobre Der Messias. |
| 38                              | Amen                                    | SATB                            | C                               | 52  | Amen                                       | - Wikisource contiene obras originales de o sobre Der Messias. |